# Odd Lirhus
Odd Lirhus (Voss, 18 settembre 1956) è un allenatore di biathlon ed ex biatleta norvegese, vincitore di varie medaglie olimpiche e iridate.

## Biografia

### Carriera da atleta
In carriera prese parte a due edizioni dei Giochi olimpici invernali, Lake Placid 1980 (7° nella 10 km, 23° nella 20 km, 4° nella staffetta) e Sarajevo 1984 (24° nella 20 km, 2° nella staffetta), e a cinque dei Campionati mondiali, vincendo cinque medaglie.

### Carriera da allenatore
Dopo il ritiro divenne allenatore in Canada, in Nuova Zelanda e nella natia Norvegia, dove guidò le squadre juniores e femminile.

## Palmarès

### Olimpiadi
- 1 medaglia:
  - 1 argento (staffetta a Sarajevo 1984)

### Mondiali
- 5 medaglie:
  - 1 oro (individuale[2] a Hochfilzen 1978)
  - 3 argenti (staffetta a Hochfilzen 1978; sprint[2] a Ruhpolding 1979; staffetta a Minsk 1982)
  - 1 bronzo (staffetta ad Anterselva 1983)

### Mondiali juniores
- 2 ori[1]

### Coppa del Mondo
- 1 podio (individuale[3]), oltre a quelli conquistati in sede iridata e validi anche ai fini della Coppa del Mondo:
  - 1 vittoria

#### Coppa del Mondo - vittorie
| Data           | Località | Nazione | Spec. |
| -------------- | -------- | ------- | ----- |
| 6 gennaio 1984 | Falun    | Svezia  | IN    |

Legenda:

IN = Individuale